# Sociedade Anônima do Futebol
A Sociedade Anônima do Futebol (SAF) é um modelo especial de constituição de empresas voltada para o futebol no Brasil. Em 8 de dezembro de 2018, este molde de sociedade foi inicialmente proposto por conselheiros e beneméritos influentes do Botafogo, e elaborado com a ajuda do clube carioca durante três anos, visando melhorar as gestões financeiras e as transparências nos clube esportivos, sendo oficialmente introduzido por meio da Lei nº 14.193 de 6 de agosto de 2021.

## Diferença entre a SAF e outros modelos de gestão
Associações sem fins lucrativos no futebol são clubes que buscam recursos financeiros, com o objetivo principal que não seja o seu enriquecimento. As sociedades empresárias, por outro lado, são o instrumento legal mais adequado e disponível na lei brasileira para transferir lucros a seus sócios. A premissa das sociedades empresárias, aliás, é a busca do lucro aos seus associados.
A grande diferença do novo modelo empresarial para os antigos clube-empresas, constituídos nas formas de S/A e LTDA, é que a SAF tem uma tributação mais vantajosa, além de possuir maior transparência, com regras claras de governança e com fiscalização pela CVM, o que deixa o negócio mais interessante e seguro para os investidores.
Outro ponto de diferença da Sociedade Anônima do Futebol para as demais modalidades de empresas diz respeito ao pagamento das dívidas. A SAF tem a obrigação de pagar os credores em até 10 anos. Nos primeiros 6 anos, 70% das dívidas cíveis e trabalhistas precisam ser quitadas, mas é possível renovar por mais quatro anos para concluir os pagamentos. Além disso, há vantagens para que as dívidas sejam negociadas.

## Aplicação no Brasil
Em 6 de dezembro de 2021, o Cruzeiro foi a primeira associação sem fins lucrativos a trocar o seu CNPJ para Sociedade Anônima do Futebol. Em 18 de dezembro de 2021, o Cruzeiro também se tornou a primeira SAF que assinou um pré-contrato, ao aceitar a oferta vinculante do ex-jogador pentacampeão do mundo Ronaldo Nazário, por 90% do clube mineiro, tendo 120 dias para concluir a compra. O Cruzeiro acreditava que seria o pioneiro do modelo no Brasil, mas os mineiros atrasaram em várias burocracias na afobação, como na falta de transparência das dívidas ao comprador, adiando a aprovação interna da venda e até colocando a assinatura definitiva de Ronaldo em risco "Tecnicamente, sim. No contrato, há essa saída. Mas está longe da minha cabeça, do meu pensamento desistir do projeto". Em 14 de março, houve um conselho entre Ronaldo e os dirigentes da equipe celeste, com o ex-jogador pedindo mais garantias para fechar a compra, o que foi determinante para o ex-jogador assinar a compra definitiva do clube mineiro em meados de abril e aceitando de vez o desafio de salvar o Cruzeiro da extinção.
Nesse intervalo de tempo, em 3 de março de 2022, o Botafogo se tornou a primeira SAF oficialmente vendida no Brasil, após a sua venda ter passado por todos os trâmites do processo de aquisição, ao constituir o registro do seu CNPJ novo, além de ter tido a sua venda aprovada no conselho deliberativo e na votação dos sócios, assim assinando o contrato mútuo e definitivo de venda do clube. O empresário norte-americano John Textor, por meio da Eagle Football Holding, assinou um pré-contrato para adquirir 90% das ações do clube carioca, por um investimento inicial de R$ 410 milhões e absorção da dívida de R$ 1 bilhão, o que totalizou a compra em um valor recorde no Brasil de R$ 1.4 bilhão, além da promessa de entrega de CTs modernos, para a base e profissional no acordo selado. Durante os acertos finais do contrato de compra, John ainda comentou sobre a possibilidade de melhorar o Estádio Nilton Santos e não descartou um estádio próprio.
Curiosamente muitos clubes aderiram a onda do novo modelo de gestão, após o acordo promissor do Botafogo e começaram a buscar investidores interessados em investir no futebol brasileiro, inclusive alguns que eram contra os clubes virarem empresas e que atrapalharam o procedimento de criação da Lei da SAF, como o Vasco da Gama, devido a permanência na Série B em 2022 e falta de perspectiva, ao assinar um pré-contrato de venda de 70% das suas ações, ao aceitar a oferta vinculante do fundo de investimentos norte-americano 777 Partners que os procurou, por um empréstimo imediato de R$ 70 milhões retirados do aporte inicial de R$ 700 milhões oferecidos, depois do grupo norte-americano ter tentado fechar com o Botafogo, oferecendo um aporte inicial de mesmo valor, por meio de um grupo político apoiado inicialmente pelo ex-presidente Carlos Augusto Montenegro, mas que foi preterido pelo projeto do norte-americano John Textor, que se mostrou mais consistente com o passar dos primeiros anos. Já outros clubes que se posicionavam a favor da ideia de implementação da SAF, pelo crescimento do futebol brasileiro, como o Athletico Paranaense e que afirmou seguidamente "Seremos a noivinha mais bonita do futebol brasileiro", passaram a criticar os valores das primeiras vendas, que na visão do clube paranaense foram baixos, cutucando principalmente a venda do Botafogo.

## Lista de SAFs
| Clube                         | Acionistas Majoritários              | Data de criação da SAF *Conforme abertura do CNPJ | Observação |
| ----------------------------- | ------------------------------------ | --- | --- |
| Santa Cruz Futebol Clube      | Cobra Coral Participações S.A. (90%) | 12º) 16 de Janeiro de 2025 (data de criação do CNPJ como clube empresa)                                                                                       | Com Marcio Cadar de Almeida (Diretor e Principal Acionista). |
| Cuiabá Esporte Clube          | Dresch Family (100%)                 | 2°) 13 de dezembro de 2021 (data da transformação do clube empresa S/A para o modelo SAF) 19 de Dezembro de 2001 (data de criação do CNPJ como clube empresa) | Foi estruturada como uma sociedade anônima antes da transição para uma SAF |
| América Futebol Clube (MG)    | América SAF (100%)                   | 5°) 5 Janeiro 2022 | |
| Club de Regatas Vasco da Gama | 777 Partners (70%)                   | 7°) 16 Agosto 2022 | |
| Botafogo de Futebol e Regatas | John Textor (90%)                    | 4°) 3 Janeiro 2022 | |
| Cruzeiro Esporte Clube        | Pedro Lourenço (90%)                 | 1°) 6 Dezembro 2021 | |
| Esporte Clube Bahia           | City Football Group (90%)            | 8°) 27 Fevereiro 2023 | |
| Coritiba Foot Ball Club       | Treecorp (90%)                       | 6°) 10 Fevereiro 2022 | |
| Clube Atlético Mineiro        | Galo Holding (75%)                   | 9°) 28 Novembro 2023 | |
| Fortaleza Esporte Clube       | Fortaleza EC SAF (100%)              | 11°) 08 Janeiro 2024 | Inspirado no FC Bayern Munich o estatuto proíbe o clube de vender mais que 50% de suas ações |
| Novorizontino                 | Novorizontino SAF (100%)             | 10°) 6 Dezembro 2023 | Diferente de outras Sociedades de Futebol até então construídas por meio da operação drop down (art. 3°, da Lei n° 14.193/2021), o Grêmio Novorizontino optou pela transformação/conversão de associação civil em SAF, nos termos disposto no artigo 2°, inciso I, da Lei n° 14.193/2021. |
| Botafogo SP                   | BFC (60%)                            | 3°) 22 Dezembro de 2021 (data da transformação do clube empresa S/A para o modelo SAF). 01 Agosto 2018 (data de criação do CNPJ como clube empresa)           | Foi estruturada como uma sociedade anônima antes da transição para uma SAF. |

- A lista leva em consideração clubes da Série A e Série B do futebol nacional.